# Salvador Torres Garriga
Salvador Torres Garriga (Barcelona, 1911 - Barcelona, 1964) fue un director de fotografía, segundo operador y foto fija de un buen número de producciones cinematográficas españolas entre 1941 y 1964. Ocupó el cargo de secretario de redacción de la revista Popular Film y posteriormente en la revista Destino el de redactor. También formó parte como tesorero de la primera junta de la Agrupación Cinematográfica española, fundada en 1932 con Mateo Santos como presidente. Fiel reflejo del sistema de meritoriaje imperante en su momento empezó su trabajo en el cine como foto fija para pasar a ocupar el puesto de segundo operador hasta llegar a director de fotografía.

## Filmografía

### Como director de fotografía
- Noches del universo (Miquel Iglesias y Bonns, 1964)
- El mujeriego (Francisco Pérez Dolz, 1963)
- José María (Josep Maria Forn, 1963)
- Viento del sur (José María Elorrieta, 1963)
- Senda torcida (Antonio Santillán, 1963)
- Los farsantes (Mario Camus, 1963)
- Trampa mortal (Antonio Santillán, 1962)
- Dos años de vacaciones (Emilio Gómez Muriel, 1962)
- Superspettacoli nel mondo (José María Nunes y Roberto Bianchi, 1962)
- El amor de los amores (Juan de Orduña, 1961)
- La cuarta ventana (Juli Coll, 1961)
- Cuidado con las personas formales (Agustín Navarro, 1961)
- Carta a una mujer (Miquel Iglesias y Bonns, 1961)
- Un taxi para Tobrouk (Denys de la Patellière, 1961)
- El puente de la ilusión (José Luis Pérez de Rozas, 1960)
- Gaudí (José María Argemí, 1960)
- El traje de oro (Julio Coll, 1960)
- Cristina (José María Argemí, 1959)
- Diego Corrientes (Antonio Isasi-Isasmendi, 1959)
- El ángel está en la cumbre (Jesús Pascual, 1959)
- Un vaso de whisky (Juli Coll, 1958)
- Cita imposible (Antonio Santillán, 1958)
- La frontera del miedo (Pedro Lazaga, 1957)
- Distrito quinto (Juli Coll, 1957)
- Un tesoro en el cielo (Miquel Iglesias y Bonns, 1957)
- La cárcel de cristal (Juli Coll, 1956)
- El frente infinito (Pedro Lazaga, 1956)
- Torrepartida (Pedro Lazaga, 1956)
- Yo maté (Josep Maria Forn, 1955)
- La vida es maravillosa (Pedro Lazaga, 1955)
- Nunca es demasiado tarde (Juli Coll, 1955)
- El cerco (Miquel Iglesias y Bonns, 1955)
- El guardián del paraíso (Arturo Ruiz Castillo, 1955)
- Los ases buscan la paz (Arturo Ruiz Castillo, 1954)
- Sucedió en mí aldea (Antonio Santillán, 1954)
- Once pares de botas (Francesc Rovira-Beleta, 1954)
- Misión extravagante (Ricardo Gascón, 1953)
- Pasaporte para un ángel (Órdenes secretas) (Javier Setó, 1953)
- ¿Milagro en la ciudad? (Juan Xiol, 1953)
- Hay un camino a la derecha (Francesc Rovira-Beleta, 1953)
- Me-Nar, la ciudad de fuego (José G. Ubieta, 1951)
- Catalina de Inglaterra (Arturo Ruiz Castillo, 1951)
- Rostro al mar (exteriores) (Carlos Serrano de Osma, 1951)
- Cita con mí viejo corazón (Ferruccio Cerio, 1948)
- Vida en sombras (Llorenç Llobet-Gràcia, 1948)
- Campo Bravo (Pedro Lazaga, 1948)
- Embrujo (Carlos Serrano de Osma, 1948)
- La muralla feliz (Enrique Herreros, 1947)
- La sirena negra (Carlos Serrano de Osma, 1947)

### Como foto fija
- Es peligroso asomarse al exterior (Alejandro Ulloa, 1945)
- Estaba escrito (Alejandro Ulloa, 1945)
- La chica del gato (Ramon Quadreny, 1943)
- Mí enemigo y yo (Ramon Quadreny, 1943)
- El difunto es un vivo (Ignasi F. Iquino, 1941)